# رستي تروي
رستي تروي (بالإنجليزية: Rusty Troy)‏ (15 نوفمبر 1966 في الولايات المتحدة - ) هو لاعب كرة الصالات ‏ ولاعب كرة قدم أمريكي في مركز الهجوم. شارك مع منتخب الولايات المتحدة الوطني لكرة قدم الصالات. أما مع النوادي، فقد لعب مع Washington Diplomats (1988–1990) ‏ وBaltimore Bays ‏ وميلواكي وايف وبالتيمور بلاست ‏ وBaltimore Blast ‏ وLas Vegas Dustdevils ‏ وDallas Sidekicks (1984–2004) ‏.